# Większość sztuczna
Większość sztuczna – zwyczajowa, potocznie stosowana w dogmatyce prawa nazwa sposobu ustalania treści orzeczenia, gdy na skutek rozkładu głosów pomiędzy członkami składu orzekającego, zazwyczaj składu sądu żaden z możliwych wariantów rozstrzygnięcia nie uzyska wymaganej większości głosów.

## Ustalanie większości sztucznej w postępowaniu karnym
Sposób ustalania większości sztucznej w postępowaniu karnym określa przepis art. 111 § 2 Kodeksu postępowania karnego:

§ 2. Jeżeli zdania tak się podzielą, że żadne z nich nie uzyska większości, zdanie najmniej korzystne dla oskarżonego przyłącza się do zdania najbardziej doń zbliżonego, aż do uzyskania większości.

Zgodnie z tym przepisem, treść orzeczenia ustala się przez ustalenie zdania najmniej korzystnego dla oskarżonego, a następnie "dokooptowywanie" do niego zdań najbardziej niekorzystnych spośród jeszcze nie "dodanych". Zdanie przyłączone jako ostatnie jest treścią orzeczenia.
Przykład:
Przedmiot głosowania: Ustalenie kary dla oskarżonego w sprawie o zabójstwo.
Liczba członków składu orzekającego: dwóch sędziów, trzech ławników.
Rozkład zdań:
1. sędzia: 25 lat pozbawienia wolności
2. sędzia: 10 lat pozbawienia wolności
1. ławnik: 9 lat pozbawienia wolności
2. ławnik: dożywotnie pozbawienie wolności
3. ławnik: 15 lat pozbawienia wolności
Najbardziej niekorzystnym dla oskarżonego zdaniem jest zdanie drugiego ławnika. Kolejne najbardziej niekorzystne zdanie to zdanie pierwszego sędziego. Ponieważ skład jest pięcioosobowy, konieczne jest przyłączenie kolejnego, najmniej korzystnego dla oskarżonego zdania, tj. zdania trzeciego ławnika. W związku z tym, że po przyłączeniu do zdań drugiego ławnika i pierwszego sędziego zdania trzeciego ławnika osiągnięto "większość" (tj. 3 z 5 zdań), jako karę przyjmuje się zdanie trzeciego ławnika. Oskarżonemu wymierzono więc karę 15 lat pozbawienia wolności.

## Większość sztuczna w postępowaniu cywilnym sądowym
Zgodnie z art. 324 § 2 Kodeksu postępowania cywilnego, wyrok zapada większością głosów. Ustawa nie przewiduje żadnej "drogi zastępczej" na wypadek, gdyby wymagana większość głosów nie została osiągnięta. Każdy sędzia ma prawo zgłosić zdanie odrębne; ma jednak obowiązek uzasadnić je, przed podpisaniem orzeczenia. Orzeczenie podpisuje cały skład sądu.
Mimo braku szczegółowego uregulowania nie ulega wątpliwości, że zasady te stosuje się odpowiednio do postanowień.

## Większość sztuczna w postępowaniu cywilnym przed sądem polubownym
Zgodnie z art. 1195 § 4 Kodeksu postępowania cywilnego, jeżeli przy ustalaniu wyroku przez sąd polubowny nie uda się uzyskać wymaganej jednomyślności lub większości głosów, zapis na sąd polubowny w tym zakresie traci moc. Jeżeli więc nie uda się, przy ustalaniu wyroku przez sąd polubowny, uzyskać wymaganej większości głosów (lub jednomyślności), sąd polubowny nie może wydać orzeczenia w całości (jeżeli niemożność uzyskania większości lub jednomyślności dotyczy całości sprawy rozpoznawanej przez sąd polubowny) lub w części sprawy (jeżeli niemożność uzyskania większości lub jednomyślności dotyczy części sprawy rozpoznawanej przez sąd polubowny).